# Ozone Monitoring Instrument
Ozone Monitoring Instrument (OMI) — совместная разработка учёных из Нидерландов и Финляндии, расположенная на борту спутника НАСА Aura и служащая в качестве спектрометра.
Данный прибор предназначен для измерения общего содержания и профиля озона, а также для измерения содержания таких газов, как NO2, SO2, HCHO, BrO и OClO.
OMI построен под руководством Нидерландского агентства аэрокосмических программ силами Dutch Space, Netherlands Organisation for Applied Scientific Research и SRON Netherlands Institute for Space Research. Финская сторона снабдила проект электронным оборудованием. Научная составляющая прибора разработана Королевским метеорологическим институтом Нидерландов в тесном сотрудничестве с Финским метеорологическим институтом и НАСА.